# Aiolopus
Aiolopus je rod skakavaca iz porodice Acrididae.

## Vrste
- Aiolopus carinatus (Bey-Bienko, 1966)
- Aiolopus dubia Willemse, C., 1923
- Aiolopus longicomis Sjöstedt, 1910
- Aiolopus luridus (Brancsik, 1895)
- Aiolopus markamensis Yin, X.-C., 1984
- Aiolopus meruensis Sjöstedt, 1910
- Aiolopus morulimarginis Zheng, Z. & H. Sun, 2008
- Aiolopus nigritibis Zheng, Z. & S.-Z. Wei, 2000
- Aiolopus obariensis Usmani, 2008
- Aiolopus oxianus Uvarov, 1926
- Aiolopus puissanti Defaut, 2005
- Aiolopus simulatrix (Walker, F., 1870)
- Aiolopus simulatrix femoralis Uvarov, 1953
- Aiolopus simulatrix simulatrix (Walker, F., 1870)
- Aiolopus strepens (Latreille, 1804)
- Aiolopus strepens chloroptera Ramme, 1913
- Aiolopus strepens cyanoptera Ramme, 1913
- Aiolopus strepens strepens (Latreille, 1804)
- Aiolopus thalassinus (Fabricius, 1781)
- Aiolopus thalassinus dubius Willemse, C., 1923
- Aiolopus thalassinus rodericensis (Butler, A.G., 1876)
- Aiolopus thalassinus tamulus (Fabricius, 1798)
- Aiolopus thalassinus thalassinus (Fabricius, 1781)

Izvori

## Vanjske poveznice
- | Logotip Zajedničkog poslužitelja | Zajednički poslužitelj ima još gradiva o temi Aiolopus |